# Tarde Quente
Tarde Quente foi um programa da RedeTV! apresentado por João Kléber de segunda a sexta-feira, das 18h10 às 19h15. A atração tinha um quadro diferente a cada dia da semana e para cada um deles um cenário específico. Em 2005, após problemas com a justiça, o programa foi retirado do ar e seu apresentador dispensado.

## Transmissão
Inicialmente concebido como um programa de variedades, com apelo às classes populares, assemelhando-se com o formato de talk-show. Algum tempo depois o formato do programa se centralizou na exibição de pegadinhas que, segundo críticos do programa, ridicularizavam homossexuais, idosos, mulheres e pessoas com deficiência.
Inicialmente, um grupo de homossexuais processa a RedeTV!, acusando o programa de incitar a homofobia. Em 24 de outubro de 2005, o Ministério Público Federal, em conjunto com seis organizações não-governamentais, entrou na Justiça acusando o apresentador de discriminação e violação de direitos humanos e solicitando a adequação de seus programas à correção política: a RedeTV! deveria retirar o programa do ar por 60 dias, e em seu lugar exibir programas ditos educativos — o direito de resposta dos grupos.
A emissora retirou o programa de sua grade, mas em seu lugar exibiu o infantil Vila Maluca. Sendo assim, a ordem judicial foi descumprida, e a emissora teve seu sinal de VHF cortado na Grande São Paulo. Houve tentativa de corte no sinal para o restante do país, mas os agentes responsáveis não tiveram acesso à torre de emissão. Sendo assim, com exceção da região, o sinal foi transmitido normalmente nos demais pontos do país, e também para a Grande São Paulo via TV a cabo ou satélite. Apesar de presente em outras cidades, nesse dia a emissora exibiu apenas reprises, com exceção dos telejornais (TV Esporte Notícias e RedeTV! News). O sinal voltou 26 horas depois, mediante acordo entre a emissora e o governo.
De volta ao ar, a RedeTV! dispensou João Kléber, tirou do ar seus dois programas (Tarde Quente e Eu Vi na TV) e cedeu o horário do programa para entidades sociais durante dois meses, de dezembro de 2005 até janeiro de 2006. Estreou o programa obrigatório Direitos de Resposta, em parceria com o Ministério Público e ONGs de Direitos Humanos, produzido em conjunto pelo Ministério Público Federal e seis ONGs de defesa de Direitos Humanos e direitos dos Homossexuais, com apresentação de Anelis Assumpção. Os programas foram produzido como "contrapropaganda" às ofensas a minorias nas pegadinhas do Tarde Quente. No total, foram 30 programas, em formato de debate. Anelis e mais dois convidados discutiam temas sugeridos pelo Ministério Público e pelas ONGs, como cidadania, direitos humanos, diversidade sexual, racial, acessibilidade, direito à moradia, direito a terra, meio-ambiente e comunicação social. Entre os debates, a apresentadora Soninha Francine dividia o quadro fixo "Tele-Visão" com o procurador regional dos Direitos do Cidadão, Sergio Suiama, e o jornalista e professor Gabriel Priolli, diretor da TV PUC.
Assim, a RedeTV! rescindiu seu contrato com João Kléber, que lhe rendia salário fixo de R$ 800 mil por mês.

## Denúncias
O programa fez o nome do apresentador João Kléber entrar pela terceira vez na lista da campanha "Quem Financia a Baixaria é Contra a Cidadania", que é formada por denúncias de telespectadores e pelo Comitê de Acompanhamento da Programação (CAP), onde estão como representantes mais de 60 entidades que assessoram a Comissão de Direitos Humanos e Minorias da Câmara dos Deputados para criar o "Ranking da Baixaria na TV". O deputado Orlando Fantazzini (PT-SP), coordenador da campanha, achou lamentável, "Ainda mais depois de tantos compromissos firmados com a Campanha de que os seus programas passariam por reformulações, mas isso não ocorreu".